# Науково-дослідницький випробувальний інститут бронетанкової техніки
38-й Науково-дослідницький випробувальний ордена Жовтневої революції Червнопрапорний інститут бронетанкової техніки імені маршала бронетанкових військ Федоренко Я. М. (рос. 38-й Научно-исследовательский испытательный ордена Октябрьской революции Краснознамённый институт имени маршала бронетанковых войск Федоренко Я. Н., НИИИ БТ (рос. 38 НИИ Минобороны России) — російський науково-дослідний інститут, що входить до складу 3 ЦНВІ міністерства оборони Росії, призначений для вирішення завдань з обґрунтування основних напрямків розвитку бронетанкових озброєнь та техніки, розробці проектів тактико-технічних вимог до перспективних зразків, з наукового пошуку шляхів підвищення бойових і експлуатаційних властивостей об'єктів БТТ, а також шляхів удосконалення систем танко-технічного забезпечення військ у мирний та воєнний час. Носить ім'я маршала бронетанкових військ Федоренко Я. М.
На території, що належить НДВІ БТТ, знаходиться один з найбільших у світі музеїв бронетанкової техніки — Центральний музей бронетанкового озброєння і техніки в Кубинці — що має величезну експозицію танків, САУ, бронетранспортерів, бронеавтомобілів та іншої бронетехніки різних видів та історичних періодів.